# دانيال سيلفا دوس سانتوس
دانيال سيلفا دوس سانتوس (بالبرتغالية: Daniel Silva dos Santos‏) (مواليد 30 مايو 1982)، هو لاعب كرة قدم سابق كان يلعب كمدافع.

## وصلات خارجية
- دانيال سيلفا دوس سانتوس على موقع رابطة كرة القدم اليابانية للمحترفين (اليابانية)
- دانيال سيلفا دوس سانتوس على موقع قاعدة بيانات كرة القدم.إي يو (الإنجليزية)
- دانيال سيلفا دوس سانتوس على موقع Soccerway.com (الإنجليزية)
- دانيال سيلفا دوس سانتوس على موقع عالم كرة القدم.نت (الإنجليزية)